# Grainville-Ymauville
Grainville-Ymauville település Franciaországban, Seine-Maritime megyében. Lakosainak száma 423 fő (2022. január 1.). Grainville-Ymauville Angerville-Bailleul, Annouville-Vilmesnil, Bréauté, Bretteville-du-Grand-Caux, Goderville és Gonfreville-Caillot községekkel határos.

## Népesség
A település népességének változása:
| Lakosok száma | 429  | 439  | 453  | 439  | 436  | 433  | 430  | 426  | 423  |
|               | 2013 | 2015 | 2016 | 2017 | 2018 | 2019 | 2020 | 2021 | 2022 |